# 菲茨威廉广场
菲茨威廉广场（英語：Fitzwilliam Square）是爱尔兰首都都柏林市中心南部，是该市的5个乔治王风格的古老广场之一。
这个广场是由第7任菲茨威廉子爵理查德·菲茨威廉开发，因此而得名。它设计于1789年，1792年布局。广场的中心在1813年根据一项国会法令被封闭起来。其北面是较大的梅林广场，也有理查德·菲茨威廉的参与。每年一月至聖巴德利爵紀念日，都柏林贵族举行娱乐项目“爱尔兰社交季”（Irish Social Season），该广场是一个受欢迎的地方。
在1920年血腥星期日期间，广场上发生了枪击事件。
托马斯·奥肖内西爵士（1850年至1933年），最后一任都柏林法官（Recorder），住在菲茨威廉广场，1933年3月7日死在那里。
N11公路通过广场西北侧。